# Nasutitermes colimae
Nasutitermes colimae är en termitart som beskrevs av Light 1933. Nasutitermes colimae ingår i släktet Nasutitermes och familjen Termitidae. Inga underarter finns listade i Catalogue of Life.